# Grande Prêmio da Austrália de 2023
O Grande Prêmio da Austrália de 2023 (formalmente denominado Formula 1 Rolex Australian Grand Prix 2023) foi a terceira etapa da temporada de 2023 da Fórmula 1, disputada no dia 2 de Abril de 2023 no Circuito de Albert Park em Melbourne, Vitória, Austrália.

## Contexto
O evento, realizado no fim de semana de 31 de março a 2 de abril foi a terceira etapa do Campeonato Mundial de Fórmula 1 de 2023.

### Classificação do campeonato antes da corrida
Entrando no fim de semana, Max Verstappen liderava por um ponto o Campeonato Mundial de Pilotos com 44 pontos, a frente de seu companheiro de equipe Sergio Pérez, em segundo, e 14 de Fernando Alonso em terceiro. A Red Bull Racing, com 87 pontos, liderava o Campeonato de Construtores na frente da Aston Martin e da Mercedes, ambas com 38 pontos.

### Escolhas de pneus
A fornecedora de pneus Pirelli trouxe os compostos de pneus C2, C3 e C4 (designados duros, médios e macios, respectivamente) para as equipes usarem no evento.
| Nome do composto | Cor | Cor | Banda de rolamento | Condições de tempo | Aderência | Durabilidade |
| ---------------- | --- | --- | ------------------ | ------------------ | --------- | ------------ |
| Duro             | C2  |     | Lisa               | Seco               | Baixa     | Alta         |
| Médio            | C3  |     | Lisa               | Seco               | Média     | Média        |
| Macio            | C4  |     | Lisa               | Seco               | Alta      | Baixa        |

Com o tempo instável neste final de semana, a Pirelli ainda ofertou pneus de pista molhada:
| Nome do composto | Cor | Cor | Banda de rolamento | Condições de tempo           |
| ---------------- | --- | --- | ------------------ | ---------------------------- |
| Intermediário    |     |     | Sulcos (Cinturato) | Molhado (água parada leve)   |
| Chuva            |     |     | Sulcos (Cinturato) | Molhado (água parada pesada) |

### Mudanças na pista
Após a reconstrução do Circuito de Albert Park em 2021 e a remoção da chicane da curva 9-10, uma quarta zona DRS foi proposta e instalada na curva 9. Após o primeiro dia de treinos durante o fim de semana do Grande Prêmio da Austrália de 2022, a nova zona de DRS foi descartada devido a questões de segurança levantadas por alguns dos pilotos. O chefe do Grande Prêmio, Andrew Westacott, afirmou se ao Herald Sun de Melbourne que a zona DRS será reimplementada para o Grande Prêmio da Austrália de 2023 após receber feedback positivo da FIA e da Fórmula 1. Em comparação com a edição anterior, quando quatro zonas DRS foram inicialmente adicionadas, o primeiro ponto de detecção DRS foi movido para trás, sendo posicionado 40 metros (130 pés) após a curva 6. Como resultado, o primeiro ponto de ativação DRS foi movido para trás, sendo posicionado 130 metros (430 pés) após o painel 11.

### Mudanças nas regras
Nas duas primeiras corridas da temporada, houve dois em casos em que pilotos foram punidos em cinco segundos durante a corrida por não posicionarem seus carros no colchete destinado a estes na largada, Esteban Ocon da Alpine-Renault e Fernando Alonso da Aston Martin-Mercedes, respectivamente na corrida do Barém e da Arábia Saudita, no caso de Alonso, piloto espanhol, a polêmica fora pior, já que, suas punições foram vitais na decisão do pódio. Por conta disso, a Federação Internacional de Automobilismo (FIA) resolveu alterar o regulamento para evitar novas questões, aumentando a largura dos colchetes em 20 centímetros, além de acrescentar uma linha central visando ajudar o piloto a posicionar o seu carro.
Todavia, o problema central seria a visibilidade do colchete, segundo Fernando Alonso. Outros pilotos concordaram com essa observação, Max Verstappen afirmou que a "visibilidade dos colchetes é complicada". Esteban Ocon, ainda no Barém onde fui punido, afirmou que o tamanho dos carros atuais, dificulta a vida do piloto na hora de olhar para o colchete." George Russell acrescentou que os pilotos, por posicionarem-se sentados perto do assoalho dos carros, conseguem ver, provavelmente, apenas dez ou cinco centímetros acima do pneu, de modo que a visibilidade do asfalto fica prejudicada. Russel ainda acrescentou que a FIA deveria rever esta regra e que, uma punição de cinco segundos por estar lateralmente fora seria muito severa.

## Treinos Livres
Em negrito, os respectivos melhores tempos de cada sessão. A classificação inicial do treino foi colocada considerando-se o TL3.
Durante a primeira sessão de treinos livres, este teve de ser interrompido após problemas com o GPS, que proporcionaram tráfego na pista, com pilotos, inclusive, tendo que escapar para evitar acidentes. Todavia, fora reiniciado alguns minutos depois. Diversos competidores enfrentaram dificuldades ao longo de seus respectivos primeiros contatos com a pista, após Max Verstappen rodar na curva 4; e Logan Sargeant parar na pista, levando a mais uma bandeira vermelha, a direção de prova optou por encerrar de maneira adiantada o primeiro treino. Apesar disso, conforme já havia sendo desenhado desde a pré-temporada, Max Verstappen, piloto da Red Bull Racing, liderou mais uma vez com o melhor tempo. Seguido por Lewis Hamilton da Mercedes e Sergio Pérez. Ao final do TL1, Logan Sargeant apresentou problemas elétricos em seu carro e não conseguiu participar do segundo treino livre.
Quatro horas se passaram entre os dois primeiros treinos livres, com isso, a temperatura abaixou a marca de 16º graus e a chuva aproximava-se. Com uma grande maioria dos pilotos optando pela utilização de pneus médios, com exceção de Sergio Pérez e Alexander Albon que resolveram iniciar de macios; por sua vez, Nyck de Vries, George Russell, Lance Stroll, Nico Hülkenberg, Lewis Hamilton, Lando Norris, Yuki Tsunoda, Pierre Gasly e Nico Hülkenberg, todos iniciaram de pneus duros. Por volta dos quinze primeiros minutos da sessão e ainda com o tempo seco, Fernando Alonso da Aston Martin, anotou o melhor tempo com pneus médios e pouco tempo depois iniciou-se a chuva. A partir da metade do treino, diversos pilotos começaram a optar pelos pneus intermediários. Apesar de apresentar problemas em seu DRS, Nico Hülkenberg da Haas, conseguiu marcar um tempo antes do término da sessão. Nos últimos dez minutos, a chuva diminuiu mas não sendo capaz de secar a pista, pouco alterou-se na classificação e Alonso terminou na liderança seguido de Charles Leclerc e Max Verstappen.
O terceiro e último treino livre do GP da Austrália fora o mais competitivo do final de semana, porém, também teve algumas confusões. Alguns carros saíram da pista, como foi o caso de Sérgio Perez, que além de iniciar a sessão após 20 minutos por conta de ajustes em seu carro, deixou a pista três vezes e, ao retornar, sofreu com o tráfego, que também atrapalhou outros competidores. Charles Leclerc teve de acionar a bandeira vermelha por conta de alguns pedaços de seu carro que escaparam, tendo de paralisar a competição para a remoção da carenagem. E, já perto do fim da sessão, Guanyu Zhou por muito pouco não bateu com seu carro. Ainda nessa sessão, os GPS, que já haviam apresentado falhas no primeiro treino livre, voltaram a falhar, mas sem grandes consequências, e ainda teve chuva que, com a pista molhada, fez com que Sainz escorregasse e parasse na pista. Este treino livre, porém, terminou com mais uma liderança de Max Verstappen, seguido por Fernando Alonso e Esteban Ocon.
| Pos.    | No. | Piloto           | Construtora                | Tempos   | Tempos | Tempos   | Tempos | Tempos   | Tempos |
| Pos.    | No. | Piloto           | Construtora                | TL1      | P.     | TL2      | P.     | TL3      | P.     |
| ------- | --- | ---------------- | -------------------------- | -------- | ------ | -------- | ------ | -------- | ------ |
| 3       | 1   | Max Verstappen   | Red Bull Racing-Honda RBPT | 1:18.790 |        | 1:19.502 |        | 1:17.565 |        |
| 1       | 14  | Fernando Alonso  | Aston Martin-Mercedes      | 1:19.317 |        | 1:18.887 |        | 1:17.727 |        |
| 6       | 31  | Esteban Ocon     | Alpine-Renault             | 1:20.175 |        | 1:19.725 |        | 1:17.938 |        |
| 4       | 63  | George Russell   | Mercedes                   | 1:19.699 |        | 1:19.672 |        | 1:17.955 |        |
| 10      | 10  | Pierre Gasly     | Alpine-Renault             | 1:19:646 |        | 1:20.206 |        | 1:18.094 |        |
| 7       | 11  | Sergio Pérez     | Red Bull Racing-Honda RBPT | 1:19.293 |        | 1:20.083 |        | 1:18.123 |        |
| 5       | 55  | Carlos Sainz Jr. | Ferrari                    | 1:19.505 |        | 1:19.695 |        | 1:18.127 |        |
| 13      | 44  | Lewis Hamilton   | Mercedes                   | 1:19.223 |        | 1:20.323 |        | 1:18.138 |        |
| 16      | 18  | Lance Stroll     | Aston Martin-Mercedes      | 1:19.766 |        | 1:20.579 |        | 1:18.198 |        |
| 15      | 24  | Guanyu Zhou      | Alfa Romeo-Ferrari         | 1:20.569 |        | 1:20.470 |        | 1:18.330 |        |
| 9       | 27  | Nico Hülkenberg  | Haas-Ferrari               | 1:19.806 |        | 1:20.194 |        | 1:18.410 |        |
| 18      | 23  | Alexander Albon  | Williams-Mercedes          | 1:19.766 |        | 1:21.182 |        | 1:18.553 |        |
| 2       | 16  | Charles Leclerc  | Ferrari                    | 1:19:378 |        | 1:19.332 |        | 1:18.691 |        |
| 14      | 81  | Oscar Piastri    | McLaren-Mercedes           | 1:19.777 |        | 1:20.380 |        | 1:18.713 |        |
| 12      | 77  | Valtteri Bottas  | Alfa Romeo-Ferrari         | 1:20.419 |        | 1:20.312 |        | 1:18.809 |        |
| 11      | 22  | Yuki Tsunoda     | AlphaTauri-Honda RBPT      | 1:20.399 |        | 1:20.220 |        | 1:18.901 |        |
| 20      | 2   | Logan Sargeant   | Williams-Mercedes          | 1:20.074 |        | S/ Tempo | N/A    | 1:18.947 |        |
| 19      | 20  | Kevin Magnussen  | Haas-Ferrari               | 1:21.147 |        | 1:21.266 |        | 1:19.056 |        |
| 17      | 21  | Nyck de Vries    | AlphaTauri-Honda RBPT      | 1:19.933 |        | 1:20.600 |        | 1:19.092 |        |
| 8       | 4   | Lando Norris     | McLaren-Mercedes           | 1:19.536 |        | 1:20.176 |        | 1:19.146 |        |
| Fontes: |     |                  |                            |          |        |          |        |          |        |

## Qualificação
A qualificação foi realizada em 1 de abril de 2023 às 16:00 no horário local (UTC+11) ou às 02:00 no horário de Brasília.
No primeiro segmento, com a pista seca, as equipes optaram pela utilização de pneus macios. Durante a sessão, Sergio Pérez travou e passou reto na curva 3, indo direto até a região de brita, onde ficou preso. Logan Sargeant, por sua vez, rodou em cima da zebra perto da entrada do pit lane, antecipando a bandeira vermelha acionada por Perez que, por não definir um tempo representativo, posteriormente juntou-se a Oscar Piastri, Guanyu Zhou, Logan Sargeant e Valtteri Bottas, sendo eliminado logo na primeira etapa da qualificação. No entanto, foi autorizado a correr a critério dos comissários. O segmento, retomado três minutos após a bandeira vermelha, acabou liderada por Verstappen, seguido por Hamilton e Alonso.
Durante a segunda sessão, Lando Norris, classificado em décimo terceiro, foi outro piloto que acabou escapando da pista e indo até a brita; ele se juntou a Esteban Ocon, Yuki Tsunoda, Kevin Magnussen e Nyck de Vries como os desclassificados na segunda sessão. Nico Hülkenberg chegou ao quinto lugar. Na terceira e última sessão de qualificação, Max Verstappen, que já liderava com folga, relatou pequenos problemas com a mecânica de seu carro na marcha e bateria, todavia, conquistou a pole position seguido por uma dobradinha da Mercedes com George Russell ficando em segundo à frente de seu companheiro de equipe, Lewis Hamilton.
Charles Leclerc, classificado em sétimo, criticou sua própria direção, dizendo que "No Q1 e Q2 claramente eu não estava nele, não estava pilotando bem, não estava dando tudo, então foi minha culpa [...] No Q3, consegui me sentir um pouco melhor no carro, bastante confiante de que poderia dar uma boa volta.”

### Classificação da Qualificação
Em negrito, os respectivos melhores tempos de cada sessão e o piloto com a pole position.
| Pos.                     | No. | Piloto           | Construtora                | Tempos Qualificatórios | Tempos Qualificatórios | Tempos Qualificatórios | Grid final |
| Pos.                     | No. | Piloto           | Construtora                | Q1                     | Q2                     | Q3                     | Grid final |
| ------------------------ | --- | ---------------- | -------------------------- | ---------------------- | ---------------------- | ---------------------- | ---------- |
| 1                        | 1   | Max Verstappen   | Red Bull Racing-Honda RBPT | 1:17.384               | 1:17.056               | 1:16.732               | 1          |
| 2                        | 63  | George Russell   | Mercedes                   | 1:17.654               | 1:17.513               | 1:16.968               | 2          |
| 3                        | 44  | Lewis Hamilton   | Mercedes                   | 1:17.689               | 1:17.551               | 1:17.104               | 3          |
| 4                        | 14  | Fernando Alonso  | Aston Martin-Mercedes      | 1:17.832               | 1:17.283               | 1:17.139               | 4          |
| 5                        | 55  | Carlos Sainz Jr. | Ferrari                    | 1:17.928               | 1:17.349               | 1:17.270               | 5          |
| 6                        | 18  | Lance Stroll     | Aston Martin-Mercedes      | 1:17.873               | 1:17.616               | 1:17.308               | 6          |
| 7                        | 16  | Charles Leclerc  | Ferrari                    | 1:18.218               | 1:17.390               | 1:17.369               | 7          |
| 8                        | 23  | Alexander Albon  | Williams-Mercedes          | 1:17.962               | 1:17.761               | 1:17.609               | 8          |
| 9                        | 10  | Pierre Gasly     | Alpine-Renault             | 1:18.312               | 1:17.574               | 1:17.675               | 9          |
| 10                       | 27  | Nico Hülkenberg  | Haas-Ferrari               | 1:18.029               | 1:17.412               | 1:17.735               | 10         |
| 11                       | 31  | Esteban Ocon     | Alpine-Renault             | 1:17.770               | 1:17.768               | N/A                    | 11         |
| 12                       | 22  | Yuki Tsunoda     | AlphaTauri-Honda RBPT      | 1:18.471               | 1:18.099               | N/A                    | 12         |
| 13                       | 4   | Lando Norris     | McLaren-Mercedes           | 1:18.243               | 1:18.119               | N/A                    | 13         |
| 14                       | 20  | Kevin Magnussen  | Haas-Ferrari               | 1:18.159               | 1:18.129               | N/A                    | 14         |
| 15                       | 21  | Nyck de Vries    | AlphaTauri-Honda RBPT      | 1:18.450               | 1:18.335               | N/A                    | 15         |
| 16                       | 81  | Oscar Piastri    | McLaren-Mercedes           | 1:18.517               | N/A                    | N/A                    | 16         |
| 17                       | 24  | Guanyu Zhou      | Alfa Romeo-Ferrari         | 1:18.540               | N/A                    | N/A                    | 17         |
| 18                       | 2   | Logan Sargeant   | Williams-Mercedes          | 1:18.557               | N/A                    | N/A                    | 18         |
| 19                       | 77  | Valtteri Bottas  | Alfa Romeo-Ferrari         | 1:18.714               | N/A                    | N/A                    | 19         |
| Tempo dos 107%: 1:22.800 |     |                  |                            |                        |                        |                        |            |
| 20                       | 11  | Sergio Pérez     | Red Bull Racing-Honda RBPT | S/ Tempo               | N/A                    | N/A                    | 20         |
| Fontes:                  |     |                  |                            |                        |                        |                        |            |

## Corrida
A corrida foi realizada em 2 de abril de 2023 às 16:00 no horário local (UTC+11) ou às 02:00 no horário de Brasília.
| Pos.                                                                                  | No. | Piloto           | Construtora                | Voltas | Tempo/Retirado | Pit | Pneus | Grid | Dif     | Pontos |
| ------------------------------------------------------------------------------------- | --- | ---------------- | -------------------------- | ------ | -------------- | --- | ----- | ---- | ------- | ------ |
| 1                                                                                     | 1   | Max Verstappen   | Red Bull Racing-Honda RBPT | 58     | 2:48.015       | 3   |       | 1    | Estável | 25     |
| 2                                                                                     | 44  | Lewis Hamilton   | Mercedes                   | 58     | +0.179         | 3   |       | 3    | 1       | 18     |
| 3                                                                                     | 14  | Fernando Alonso  | Aston Martin-Mercedes      | 58     | +0.769         | 3   |       | 4    | 1       | 15     |
| 4                                                                                     | 18  | Lance Stroll     | Aston Martin-Mercedes      | 58     | +3.082         | 3   |       | 6    | 2       | 12     |
| 5                                                                                     | 11  | Sergio Pérez     | Red Bull Racing-Honda RBPT | 58     | +3.320         | 3   |       | 20   | 15      | 11     |
| 6                                                                                     | 4   | Lando Norris     | McLaren-Mercedes           | 58     | +3.701         | 3   |       | 13   | 7       | 8      |
| 7                                                                                     | 27  | Nico Hülkenberg  | Haas-Ferrari               | 58     | +4.939         | 3   |       | 10   | 3       | 6      |
| 8                                                                                     | 81  | Oscar Piastri    | McLaren-Mercedes           | 58     | +5.382         | 4   |       | 16   | 8       | 4      |
| 9                                                                                     | 24  | Guanyu Zhou      | Alfa Romeo-Ferrari         | 58     | +5.713         | 5   |       | 17   | 8       | 2      |
| 10                                                                                    | 22  | Yuki Tsunoda     | AlphaTauri-Honda RBPT      | 58     | +6.052         | 4   |       | 12   | 2       | 1      |
| 11                                                                                    | 77  | Valtteri Bottas  | Alfa Romeo-Ferrari         | 58     | +6.513         | 4   |       | 19   | 8       | —      |
| 12                                                                                    | 55  | Carlos Sainz Jr. | Ferrari                    | 58     | +6.594         | 4   |       | 5    | 7       |        |
| Ret.                                                                                  | 10  | Pierre Gasly     | Alpine-Renault             | 56     | Colisão        | 2   |       | 9    | 4       |        |
| Ret.                                                                                  | 31  | Esteban Ocon     | Alpine-Renault             | 56     | Colisão        | 3   |       | 11   | 3       |        |
| Ret.                                                                                  | 21  | Nyck de Vries    | AlphaTauri-Honda RBPT      | 56     | Colisão        | 4   |       | 15   | Estável |        |
| Ret.                                                                                  | 2   | Logan Sargeant   | Williams-Mercedes          | 56     | Colisão        | 6   |       | 18   | 2       |        |
| Ret.                                                                                  | 20  | Kevin Magnussen  | Haas-Ferrari               | 54     | Acidente       | 2   |       | 14   | 3       |        |
| Ret.                                                                                  | 63  | George Russell   | Mercedes                   | 18     | Motor          | 2   |       | 2    |         |        |
| Ret.                                                                                  | 23  | Alexander Albon  | Williams-Mercedes          | 7      | Acidente       | 2   |       | 8    |         |        |
| Ret.                                                                                  | 16  | Charles Leclerc  | Ferrari                    | 0      | Colisão        | - - |       | 7    |         |        |
| Volta mais rápida: Sergio Pérez (Red Bull Racing-Honda RBPT) – 1:20:235 (na volta 53) |     |                  |                            |        |                |     |       |      |         |        |
| Referências:                                                                          |     |                  |                            |        |                |     |       |      |         |        |

### Voltas na liderança
| Piloto         | Construtora                | Voltas |
| -------------- | -------------------------- | ------ |
| Max Verstappen | Red Bull Racing-Honda RBPT | 47     |
| George Russell | Mercedes                   | 6      |
| Lewis Hamilton | Mercedes                   | 5      |
| Referências:   |                            |        |

### Informações da corrida
Dentre as estratégias de corrida, a Pirelli, fornecedora de pneus, constatou que a mais rápida seria iniciar com pneus médios (C3) até as respectivas voltas entre 14 e 22 para realizar uma troca aos médios (C2), logo, uma parada. A outra alternativa seria iniciar com os macios (C4) até as voltas 9 e 16 para também realizar uma troca aos pneus médios (C2). Antes do inicio da corrida, Valtteri Bottas da Alfa Romeo alterou o set-up da suspensão já Sergio Pérez da Red Bull mudou a bateria e o controle eletrônico, portanto, como ambos fizeram alterações nos carros sob regime de parque fechado, tiveram de largar do pitlane. Todos os pilotos resolveram largar com pneus médios (C3), com exceção de Pierre Gasly, Esteban Ocon, Guanyu Zhou e Valtteri Bottas, que largaram de pneus macios (C4). Já Nyck de Vries, Logan Sargeant e Sergio Pérez optaram pelos pneus duros (C1).
Na largada, George Russell e Max Verstappen largaram bem e disputaram a liderança, porém, Russell venceu e conquistou a liderança; logo em seguida, Lewis Hamilton também ultrapassou Verstappen. Charles Leclerc tocou em Lance Stroll e acabou rodando e saindo da pista na quinta curva. Dado a não possibilidade do piloto da Aston Martin em evitar o contato, este não fora punido. Por conta do acidente, a bandeira amarela fora acionada e, em seguida, o safety car entrou na pista, os pilotos que largaram de macios, aproveitando-se da situação, foram aos boxes e alteraram aos médios. Apenas na volta 4, a corrida fora retomada. Visando defender seu companheiro de equipe, Hamilton tentou segurar Verstappen após o reinicio da corrida.
Na volta 7, Alexander Albon perdeu a traseira e rodou na entrada da curva 7, por conta disso, novamente, o safety car precisou entrar na pista para que o carro e os destroços fossem retirados da pista. Nesta situação, George Russell foi aos boxes e Lewis Hamilton assumiu a liderança. Pouco tempo depois, a bandeira vermelha fora acionada na volta 9 para a limpeza da pista e conserto do muro. Dois pilotos que foram aos boxes antes da bandeira vermelha acabaram prejudicados: Russell e Carlos Sainz, ambos caíram a sétima e oitava colocação, respectivamente. No rádio, Toto Wolff, dirigente da Mercedes, desculpou-se com George, mas ainda acreditava no pódio.
Às 2:36, no Horário de Brasília, houve uma nova largada com todos os pilotos retornando com pneus duros, com exceção de Nyck de Vries e Logan Sargeant que estavam de pneus médios, esperava-se, portanto que não houvessem mais paradas nos boxes. Na relargada, Hamilton e Alonso tiveram bons tempos de reação, mantendo suas respectivas primeira e terceira colocação. Por sua vez, De Vries ao forçar contato com Ocon, teve seu carro dando um salto em relação ao chão e o piloto passou reto na curva cinco. Após uma investigação, nenhum dos dois pilotos foram punidos pela colisão.
Na volta 12, Max Verstappen reassumiu a liderança já abrindo mais de 1 segundo de Hamilton, impossibilitando que o piloto inglês abrisse a asa móvel. Deste momento em diante, o piloto holandês apenas manteve-se e controlou a liderança. Na volta 18, o motor de George Russell pegou fogo, obrigando que este abandonasse e posiciona-se seu carro na saída do pitlane, dada essa situação, uma bandeira amarela com safety car virtual fora instaurada. A partir da 20, a corrida fora retomada. Discreto em um corrida cheia de imprevistos, Sergio Pérez, que largou em último, conquistou quinze colocações, terminando na quinta colocação. Na volta 54, Kevin Magnussen colidiu com o muro e perdeu todo o pneu traseiro direito, levando a uma bandeira amarela por conta de seu pneu que ficou no meio da pista. Pela terceira vez na corrida, o safety car entrou na corrida, restando quatro voltas, todavia, apenas uma volta depois e restando três voltas para o término do grande prêmio, a bandeira vermelha fora acionada pela segunda vez, dado a presença de pedaços de carro na pista.
Às 3:58, no Horário de Brasília e após a segunda bandeira vermelha, a corrida teve mais uma relargada, com essa parada, todos os pilotos optaram pelos pneus macios visando possivelmente conquistar posições. Na terceira relargada, Verstappen largou bem, Carlos Sainz tocou em Fernando Alonso que acabou rodando, e após mais uma colisão entre os dois carros da Alpine um com o outro, mais uma bandeira vermelha foi acionada, com isso os comissários investigavam qual atitude tomariam. Ainda nesta largada, Logan Sargeant travou e Nyck de Vries foi atingido, ambos foram retirados em mais esta batida. Procurando evitar colisão com Alonso após ele ser atingido, seu companheiro de equipe, Lance Stroll foi parar na brita e perdeu diversas colocações.
Após diversos minutos, os comissários optaram por mais uma relargada restando apenas uma volta, mas desta vez, visando evitar novas colisões, retornaram a ordem antes da largada anterior e em movimento, com isso, Alonso retornou a terceira colocação. Por conta da colisão com Alonso, Carlos Sainz foi alvo de investigação dos comissários e foi punido em 5s. Às 4:33, no Horário de Brasília a corrida fora retomada pela quarta e última vez, como seria a última volta, o safety car acompanhou os pilotos até o final da corrida. Deste modo, o pódio ficou com Max Verstappen da Red Bull pela segunda vez na temporada, Lewis Hamilton da Mercedes e Fernando Alonso da Aston Martin.

## Curiosidade
- Foi a primeira corrida da história da Fórmula 1 a ser interrompida com três bandeiras vermelhas.[28]
- Max Verstappen conquistou 80º pódio da carreira e igualou a marca de Ayrton Senna.[28]
- O pódio desta corrida teve um total de 11 títulos mundiais Max Verstappen (2), Lewis Hamilton (7) e Fernando Alonso (2);[28]
- A última vez em que três campeões subiram juntos ao pódio foi no Grande Prêmio da Hungria de 2018 (Lewis Hamilton, Sebastian Vettel e Kimi Raikkonen).[28]

## Tabela do campeonato após a corrida
|        | Pos. | Piloto           | Pontos |
| ------ | ---- | ---------------- | ------ |
|        | 1    | Max Verstappen   | 69     |
|        | 2    | Sergio Pérez     | 54     |
|        | 3    | Fernando Alonso  | 45     |
| 1      | 4    | Lewis Hamilton   | 38     |
| 1      | 5    | Carlos Sainz Jr. | 20     |
| Fonte: |      |                  |        |

|        | Pos. | Construtora                | Pontos |
| ------ | ---- | -------------------------- | ------ |
|        | 1    | Red Bull Racing-Honda RBPT | 123    |
|        | 2    | Aston Martin-Mercedes      | 65     |
|        | 3    | Mercedes                   | 56     |
|        | 4    | Ferrari                    | 26     |
| 5      | 5    | McLaren-Mercedes           | 12     |
| Fonte: |      |                            |        |

- Nota: Apenas as cinco primeiras posições estão incluídas em ambas as classificações.